# 陸軍憲兵学校
陸軍憲兵学校（りくぐんけんぺいがっこう）は、大日本帝国陸軍の軍学校の一つ。憲兵の養成を目的とした。前身は1899年に明治32年8月3日勅令第368号に基づき設置された憲兵練習所で、1937年の昭和12年7月31日勅令第378号「陸軍憲兵学校令」によって昇格する。

## 教育内容
学生は「士官学生」・「下士学生」・「上等兵学生」の三区分であり、それぞれ6ヶ月の修業をもって卒業とした。生徒はいずれも現に軍人の身分にあるものに限り、憲兵科将校は他兵科の中尉・大尉からの転科者が対象となった。1920年（大正9年）8月7日に勅令が改正され、学生区分が士官を対象とした「甲種学生」と下士を対象とした「乙種学生」・「丙種学生」に変わった。また、士官の修業年限は10ヶ月に改められた。1937年（昭和12年）1月から、憲兵科最下級である憲兵上等兵候補者を全国から募り教育した。これは日中戦争が始まった事などから憲兵の必要性が増した為である。同年8月憲兵学校に昇格した。
憲兵学校では憲法・行政法・警察法・陸軍刑法・海軍刑法・刑事訴訟法・陸軍軍法会議法・海軍軍法会議法・民法・国際法を学び、社会学・法医学・外国語と剣道・柔道・馬術に捕縄術を習得した。甲種学生の首席卒業者には侍従武官から銀時計が授与された。憲兵になるには志願によったが、給与が高いこと（昭和12年当時上等兵の給与は月額8円80銭であったが、憲兵上等兵は100円だった）から応募は多かった。当時の兵は小学校卒が大半であったため、卒業試験は難関であった。

## 所在地
- 東京都中野区囲町（現・中野区中野4丁目）

陸軍中野学校隣接地
※1943年（昭和18年）6月30日以前は東京府東京市中野区。また1932年（昭和7年）以前は、豊多摩郡中野町と呼ばれていた。
※JR中央線・東京メトロ東西線中野駅北口徒歩10分
鉄道連隊・気球連隊が千葉県に移駐した跡地を利用した。
防諜研究所（ぼうちょうけんきゅうじょ）こと、陸軍中野学校は軍内部においても秘匿された存在で、隣接地にありながら憲兵学校生徒はその存在すら知らなかったという。そのため、戦後になり陸軍中野学校という言葉が有名になると、「憲兵学校を中野学校と呼んでいた」と誤解した憲兵学校卒業生が、陸軍中野学校を題材とした映画製作に協力したという逸話がある。この誤解は、同じ映画に関わっていた「本物の」中野学校卒業生が劇中の描写に違和感を覚え、スタッフと話をするうちに当の憲兵学校卒業生と出会ったことで発覚した。

### 跡地
跡地は陸軍中野学校の土地と共に終戦直後に進駐軍が駐留。その後返還されて大蔵省に渡り、内務省警保局の流れを汲む国家地方警察が使用することになった。

1949年（昭和24年）、警察大学校が杉並区天沼の仮校舎から移転してくる。また、当時多摩地域および島しょ部を担当していた国家地方警察東京都本部の警察学校も同地に設けられた。
1954年（昭和29年）、国家地方警察の制度廃止に伴い警視庁が発足するにあたって、千代田区九段にあった警視庁警察学校が移転の上、国家地方警察東京都警察学校と統合した。
2001年（平成13年）、警察大学校・警視庁警察学校は府中市の米軍カントウ村（旧調布飛行場）跡地に移転。当地には東京建物を中心とするJVにより中野四季の都市が整備された。

## 陸軍憲兵学校長
憲兵練習所長
- （兼）石丸言知 憲兵少佐：1902年4月1日 -
- （兼）薬師川常義 憲兵少佐：1906年4月6日 -
- （兼）中島矩貞 憲兵少佐：1907年10月3日 - 1910年11月30日
- （兼）藤田耕一 憲兵少佐：1910年11月30日 - 1911年8月15日
- 那須太三郎 憲兵少佐：1911年8月15日 - 11月22日
- 藤田耕一 憲兵中佐：1911年11月22日 - 1912年9月2日
- 峯幸松 憲兵少佐：1912年9月2日 - 1913年2月18日
- 山口鹿太郎 憲兵少佐：1913年2月18日 - 1916年7月25日
- 三根昇一 憲兵中佐：1916年7月25日 -
- 小山介蔵 中佐：1918年7月24日 - 1920年8月10日
- 林茂樹 憲兵中佐：1920年8月10日[1] -

陸軍憲兵学校長
- 島本正一 少将：昭和12年8月2日 - 昭和13年11月10日
- 馬場亀格 少将：昭和13年11月10日 - 昭和15年3月9日
- 城倉義衛 少将：昭和15年3月9日 - 昭和15年12月2日
- 三浦三郎 少将：昭和15年12月2日 - 昭和17年8月1日
- 納見敏郎 少将：昭和17年8月1日 - 昭和19年1月17日
- 石田乙五郎 少将：昭和19年1月17日 - 昭和19年11月22日
- 木下栄市 少将：昭和19年11月22日 - 終戦

## 卒業年月と甲種首席卒業者
古くは首席卒業者を官報に於いて告示していたが、全部は明かではない。首席卒業者の階級は何れも卒業時のもの。大正10年以降の首席卒業生は卒業時には転科していない。
憲兵練習所士官学生
- 1期：
- 2期：明治33年
- 3期：明治34年
- 4期：明治35年
- 5期：明治36年
- 6期：明治37年
- 7期：明治38年
- 8期：明治39年
- 9期：明治40年
- 10期：明治41年
- 11期：明治42年
- 12期：明治43年6月28日／長谷部巌 憲兵中尉
- 13期：明治44年6月29日／長久保晴 憲兵中尉
- 14期：明治45年6月28日／平田鉄次郎 憲兵中尉
- 15期：大正2年7月10日／竜蛇辰之助 憲兵大尉
- 16期：大正3年6月29日／三宅篤夫 憲兵大尉
- 17期：大正4年6月26日／沼川佐吉 憲兵中尉
- 18期：大正5年6月29日／二宮晋一 憲兵中尉
- 19期：大正6年6月29日／城倉義衛 憲兵中尉
- 20期：大正7年6月29日／牛島鼎 憲兵中尉
- 21期：大正8年5月31日／増岡賢七 憲兵中尉
- 22期：大正9年6月29日／石田乙五郎 憲兵中尉

憲兵練習所甲種学生
- 1期：大正10年6月28日／山田保 歩兵中尉（同期に甘粕正彦憲兵大尉がいる）
- 2期：大正12年6月15日／磯高麿 歩兵中尉
- 3期：大正14年6月18日／谷本邦夫 歩兵大尉
- 4期：大正15年6月18日／大石正幸 歩兵中尉
- 5期：昭和2年6月21日／四方諒二 歩兵大尉
- 6期：昭和3年6月21日／三浦三郎 歩兵大尉
- 7期：昭和4年6月20日／門田善実 輜重兵大尉
- 8期：昭和5年6月20日／大谷敬二郎 歩兵大尉
- 9期：昭和6年6月24日／井部重郎 騎兵大尉
- 10期：昭和7年3月14日／中村通則 歩兵大尉
- 11期：昭和7年11月14日／塚本誠 歩兵中尉
- 12期：昭和8年12月21日／玉岡巌 輜重兵大尉
- 13期：昭和9年12月20日／石原健一 輜重兵大尉
- 14期：昭和10年12月21日／永田勝之輔 歩兵大尉
- 15期：昭和11年12月21日／横田昌隆 歩兵大尉

陸軍憲兵学校甲種学生
- 1期：昭和12年12月21日／政狩三徳 歩兵大尉
- 2期：昭和13年9月
- 3期：昭和14年4月21日／川江正敏 砲兵少佐